# 2624 Samitchell
2624 Samitchell este un asteroid din centura principală, descoperit pe 7 septembrie 1962 de Goethe Link Obs..